# Taiwanische Basketballnationalmannschaft
Die taiwanische Basketballnationalmannschaft repräsentiert die Republik China bei Basketball-Länderspielen der Herren. Wegen des politischen Konflikts mit der Volksrepublik China tritt die Mannschaft offiziell unter der Bezeichnung “Chinesisch Taipeh” an.

## Geschichte
Die Basketballnationalmannschaft Taiwans nahm bereits am ersten olympischen Basketballturnier bei den Olympischen Spielen 1936 teil. Sie belegte dabei den 15. Platz. Die besten Ergebnisse bei den internationalen Turnieren war der vierte Platz bei der Weltmeisterschaft 1959. Es war das zweitbeste Abschneiden einer asiatischen Mannschaft bei den  Weltmeisterschaften überhaupt.
Ebenso in die 50er Jahre fallen auch zwei zweite Plätze beim Basketballwettbewerb der Asienspiele 1954 und 1958. Bei den Basketball-Asienmeisterschaften gelang es Taiwan neben zwei Silbermedaillen 1960 und 1963 zwei Bronzemedaillen bei den Turnieren 1973 und 1989 zu gewinnen.
Wegen des Konflikts mit China konnte Taiwan an fünf Asienmeisterschaften in Folge (1975–1983) nicht teilnehmen.

## Abschneiden bei internationalen Wettbewerben

### Olympische Spiele
| - 1936 – 15. Platz - 1948 – 18. Platz - 1956 – 11. Platz |

### Weltmeisterschaften
| - 1954 – 5. Platz - 1959 – 4. Platz |

### Asienmeisterschaften
| - 1960 – Silbermedaille - 1963 – Silbermedaille - 1965 – 5. Platz - 1967 – 5. Platz - 1969 – 4. Platz - 1971 – 4. Platz - 1973 – Bronzemedaille - 1986 – 6. Platz - 1987 – 5. Platz - 1989 – Bronzemedaille | - 1991 – 4. Platz - 1993 – 5. Platz - 1995 – 4. Platz - 1997 – 6. Platz - 2003 – 4. Platz - 2001 – 7. Platz - 2003 – 11. Platz - 2005 – 9. Platz - 2007 – 6. Platz - 2009 – 5. Platz | - 2011 – 8. Platz - 2013 – 4. Platz - 2015 – 13. Platz - 2017 – 12. Platz |

### Basketballwettbewerb bei den Asienspielen
| - 1954 – Silbermedaille - 1958 – Silbermedaille - 1966 – 5. Platz - 1970 – 4. Platz - 1990 – 5. Platz - 1994 – 6. Platz - 1998 – 5. Platz - 2002 – 7. Platz - 2006 – 8. Platz - 2014 – 9. Platz |

## Kader bei der Asienmeisterschaft 2013
| Nr. | Position | Name              | Größe [cm] | Geburtsjahr | Aktueller Verein              |
| --- | -------- | ----------------- | ---------- | ----------- | ----------------------------- |
| 4   | Center   | Wen-Ting Tseng    | 203        | 1984        | Shanghai Dongfang Sharks      |
| 5   | Center   | Quincy Davis      | 203        | 1983        | Pure Youth Construction       |
| 6   | Guard    | Hsueh-Lin Lee     | 176        | 1984        | Beijing Ducks                 |
| 7   | Forward  | Lei Tien          | 202        | 1983        | Dacin Tigers                  |
| 8   | Guard    | Shih-Chieh Chen   | 175        | 1984        | Pure Youth Construction       |
| 9   | Guard    | Chih-Shan Hung    | 176        | 1985        | DongGuan New Century Leopards |
| 10  | Guard    | Po-Chen Chou      | 176        | 1985        | Yulon Luxgen                  |
| 11  | Guard    | Chin-Min Yang     | 189        | 1984        | Shanxi Zhongyu                |
| 12  | Forward  | Chih-Chieh Lin    | 192        | 1982        | Zhejiang Guangsha Lions       |
| 13  | Forward  | Cheng-Ju Lu       | 194        | 1986        | Yulon Luxgen                  |
| 14  | Forward  | Wen-Cheng Tsai    | 190        | 1985        | Pure Youth Construction       |
| 15  | Forward  | Douglas Creighton | 196        | 1985        | Pure Youth Construction       |
|     | Trainer  | Chin-tse Hsu      |            |             |                               |